# Jacek Paszulewicz
Jacek Andrzej Paszulewicz (ur. 15 stycznia 1977 w Gdyni) – polski trener oraz piłkarz występujący na pozycji obrońcy.

## Kariera piłkarska
Paszulewicz jest wychowankiem Polonii Gdańsk. W trakcie swojej kariery występował w takich klubów jak: Stolem Gniewino, Polonia Gdańsk, ŁKS Łódź, Lechia/Polonia Gdańsk, Polonia Warszawa, Śląsk Wrocław, Dyskobolia Grodzisk Wlkp., Widzew Łódź, Wisła Kraków, Chengdu Wuniu (Chiny) i Górnik Zabrze.
Paszulewicz był zawodnikiem niezwykle podatnym na kontuzje. 30 stycznia 2007 Wisła Kraków rozwiązała z nim kontrakt za porozumieniem stron. 5 lutego 2007 podpisał umowę z Górnikiem Zabrze. Paszulewicz w barwach tego klubu zdołał rozegrać 6 spotkań. 14 kwietnia 2007 w 44 min. wyjazdowego meczu przeciwko Odrze Wodzisław po raz kolejny odniósł poważną kontuzję kolana. Rozwiązał kontrakt ze śląskim klubem, a po ciężkich kontuzjach nie wrócił już na boiska, lecz zajął się organizowaniem obozów szkoleniowych oraz spotkań z piłkarzami dla młodych adeptów piłki nożnej.
Jacek Paszulewicz wystąpił w 107 meczach w I lidze, w których zdobył 11 goli. Mistrz Polski: z Polonią Warszawa i dwukrotnie z Wisłą Kraków.

## Kariera trenerska
Po zakończeniu kariery zawodniczej Paszulewicz zajął się pracą szkoleniową. Był asystentem trenera w występującej w Młodej Ekstraklasie drużynie Lechii Gdańsk. Od 11 kwietnia 2013 jest asystentem Tomasza Kafarskiego w I-ligowej Flocie Świnoujście.
18 listopada 2015 został trenerem I-ligowej Olimpii Grudziądz. 11 stycznia 2018 został trenerem I-ligowego GKS Katowice, który prowadził do września wspomnianego roku. Od 8 kwietnia 2019 do 14 maja 2019 trener Widzewa Łódź.
Jesienią 2019 roku został p.o. prezesa Bałtyku Gdynia, a na początku 2020 został prezesem tego klubu.